# Plainfield, New Jersey

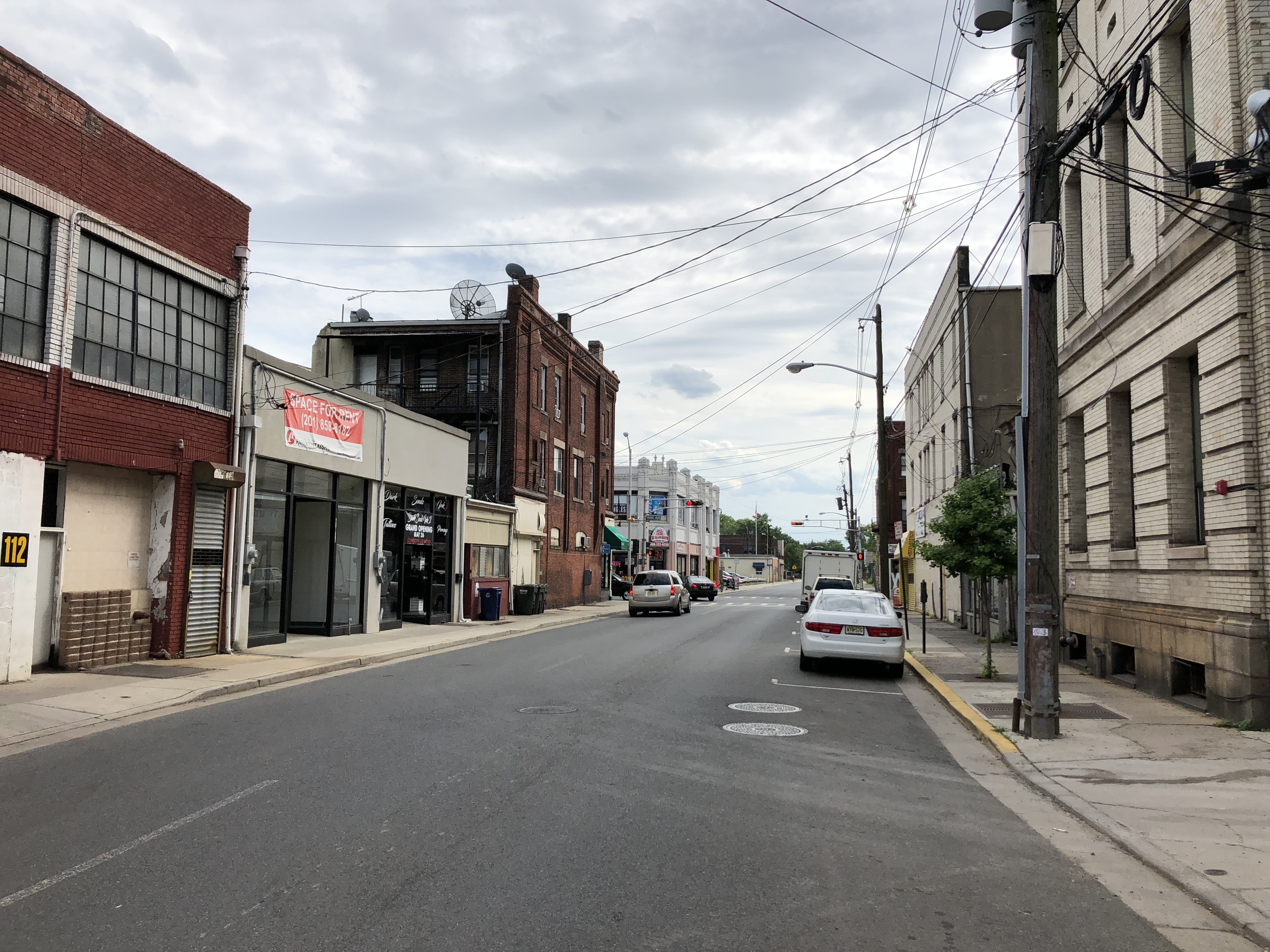
Fourth Street (New Jersey State Route 28).

Plainfield är en stad i Union County i den amerikanska delstaten New Jersey med en yta av 15,6 km² och en folkmängd, som uppgår till 47 829 invånare (2000). Orten bosattes 1684 av kväkare. Plainfield fick stadsrättigheter år 1869.

## Kända personer från Plainfield
- William Nelson Runyon (1871–1931), politiker som var guvernör i New Jersey från 1919 till 1920
- Benjamin Hedges (1907–1969), friidrottare
- Archibald Cox (1912–2004), jurist
- Irving Penn (1917–2009), fotograf
- Harrison A. Williams (1919–2001), senator för New Jersey 1959-1982
- Gresham Sykes (1922–2010), sociolog och kriminolog (högerrealist)
- Bill Evans (1929–1980), jazzpianist
- Milt Campbell (1933–2012), tiokampare, OS-guld 1956
- Robert Shapiro (född 1942), advokat och författare
- Kenneth T. Ham (född 1964), astronaut
- Mary McCormack (född 1969), skådespelare